# Il cittadino e il contadino
Il cittadino e il contadino appartiene al genere delle leggende e delle fiabe curde dell'area curdo-turca-siriana-irachena.
Le leggende e le fiabe curde sono parabole che tendono a non drammatizzare gli eventi e talvolta sono beffarde. La religiosità è uno dei tanti temi, ma non è vissuta come elemento essenziale; molto diffuse sono le fiabe animali alle volte con uno sfondo morale, i protagonisti delle quali spesso fanno parte del mondo sociale reale curdo.

## Trama
Il racconto narra l'avventura di un commerciante cittadino che recandosi per affari nei villaggi delle montagne del Kurdistan, deride la semplicità dei contadini e si diverte a organizzare scene buffe. Un giorno arriva in un villaggio in una giornata così torrida da sconsigliare il lavoro nelle ore centrali e per questo motivo ingaggia un contadino per sorvegliare la sua roba, lanciando a quest'ultimo una scommessa: se il contadino riesce a solidificare l'acqua contenuta in un recipiente guadagna due monete. Il contadino allettato dalla proposta versa dentro l'acqua tutto lo zucchero e il prezioso henné che trova tra la merce del commerciante. Quest'ultimo, quando rientra dopo il periodo di riposo nota l'acqua solidificata e da quel giorno non deride più i contadini.